# Канагава
Канага́ва (яп. 神奈川県 Канагава-кэн) — префектура, расположенная в регионе Канто на острове Хонсю, Япония. Площадь префектуры составляет 2415,85 км², население — 9 097 401 человек (1 августа 2014), плотность населения — 3765,71 чел./км². Административный центр префектуры — город Иокогама.

## История
В июле 1984 года префектура Канагава получила статус безъядерной зоны.

## Административно-территориальное деление
В префектуре Канагава расположено 19 городов и 6 уездов (13 посёлков и одно село).

### Города
Список городов префектуры:
- Ацуги;
- Аясе;
- Дзама;
- Дзуси;
- Иокогама;
- Йокосука;
- Исехара;
- Кавасаки;
- Камакура;
- Минамиасигара;
- Миура;
- Одавара;
- Сагамихара;
- Тигасаки;
- Фудзисава;
- Хадано;
- Хирацука;
- Эбина;
- Ямато.

Крупнейшие города префектуры: Иокогама (3,7 млн.), Кавасаки (1,4 млн.), Сагамихара (715 тыс.), Йокосука (420 тыс.), Фудзисава (410 тыс.). 

### Уезды
Посёлки и сёла по уездам:
- Миура;
  - Хаяма;
- Кодза;
  - Самукава;
- Нака;
  - Ниномия;
  - Оисо;
- Асигараками;
  - Кайсей;
  - Мацуда;
  - Накаи;
  - Ои;
  - Ямакита;
- Асигарасимо;
  - Манадзуру;
  - Хаконе;
  - Югавара;
- Айко;
  - Айкава;
  - Киёкава.

## Экономика

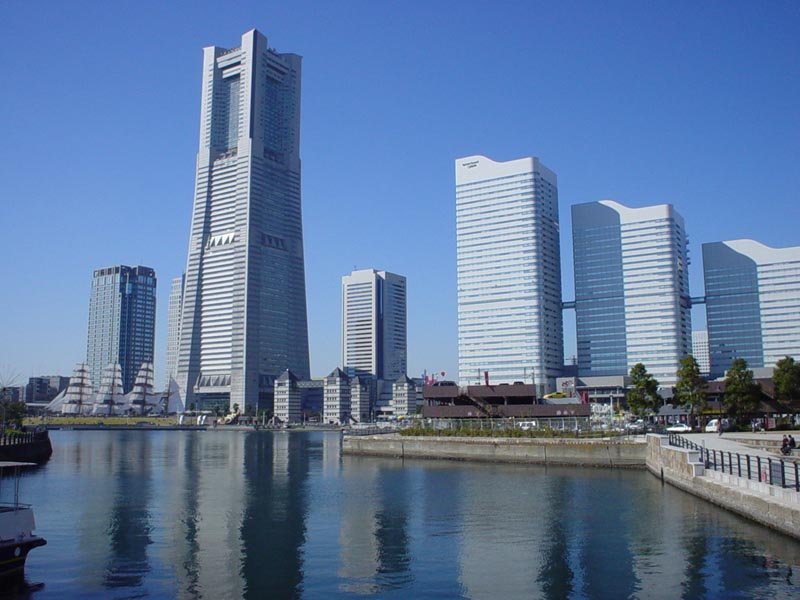
Деловой центр Иокогамы

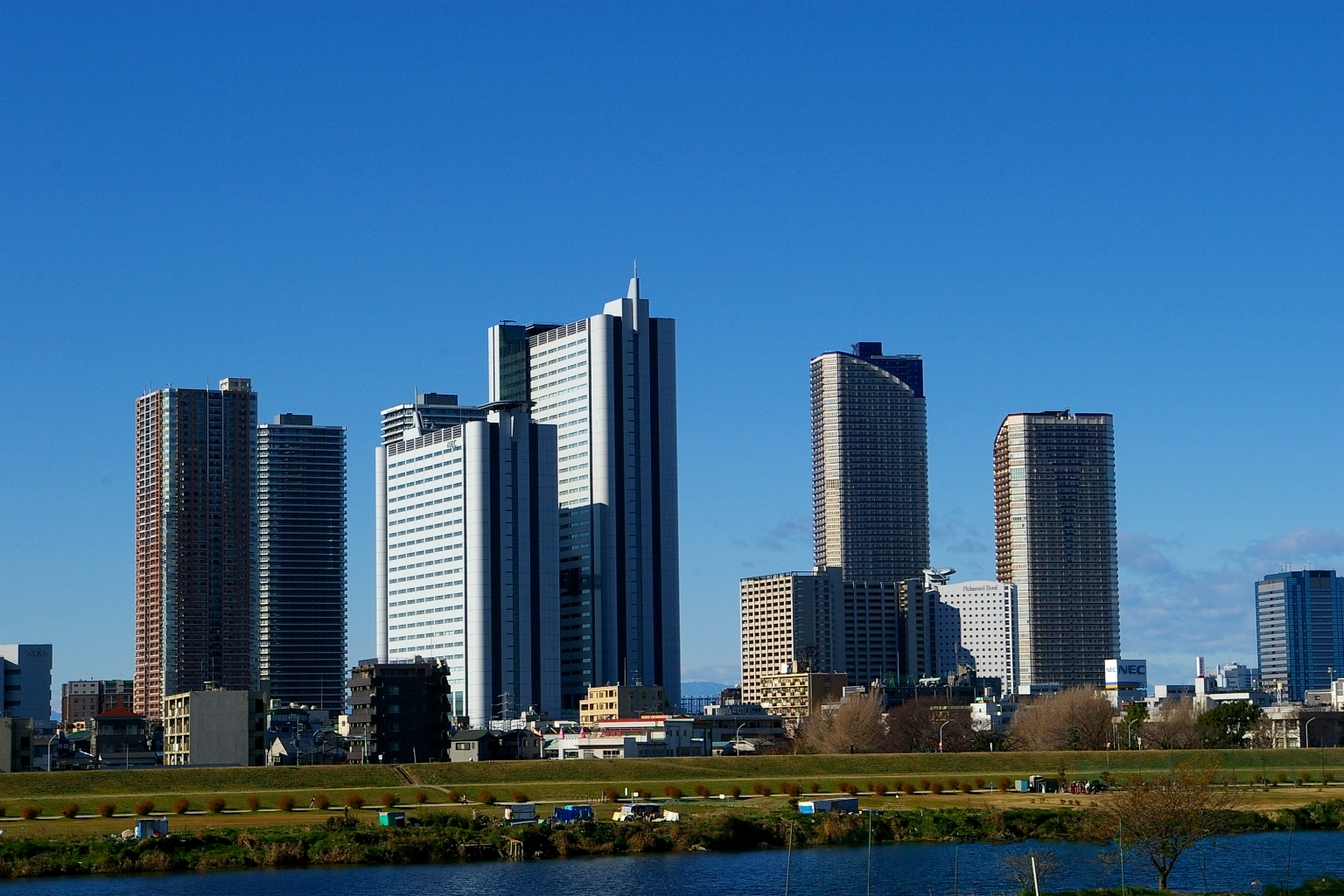
Деловой центр Кавасаки

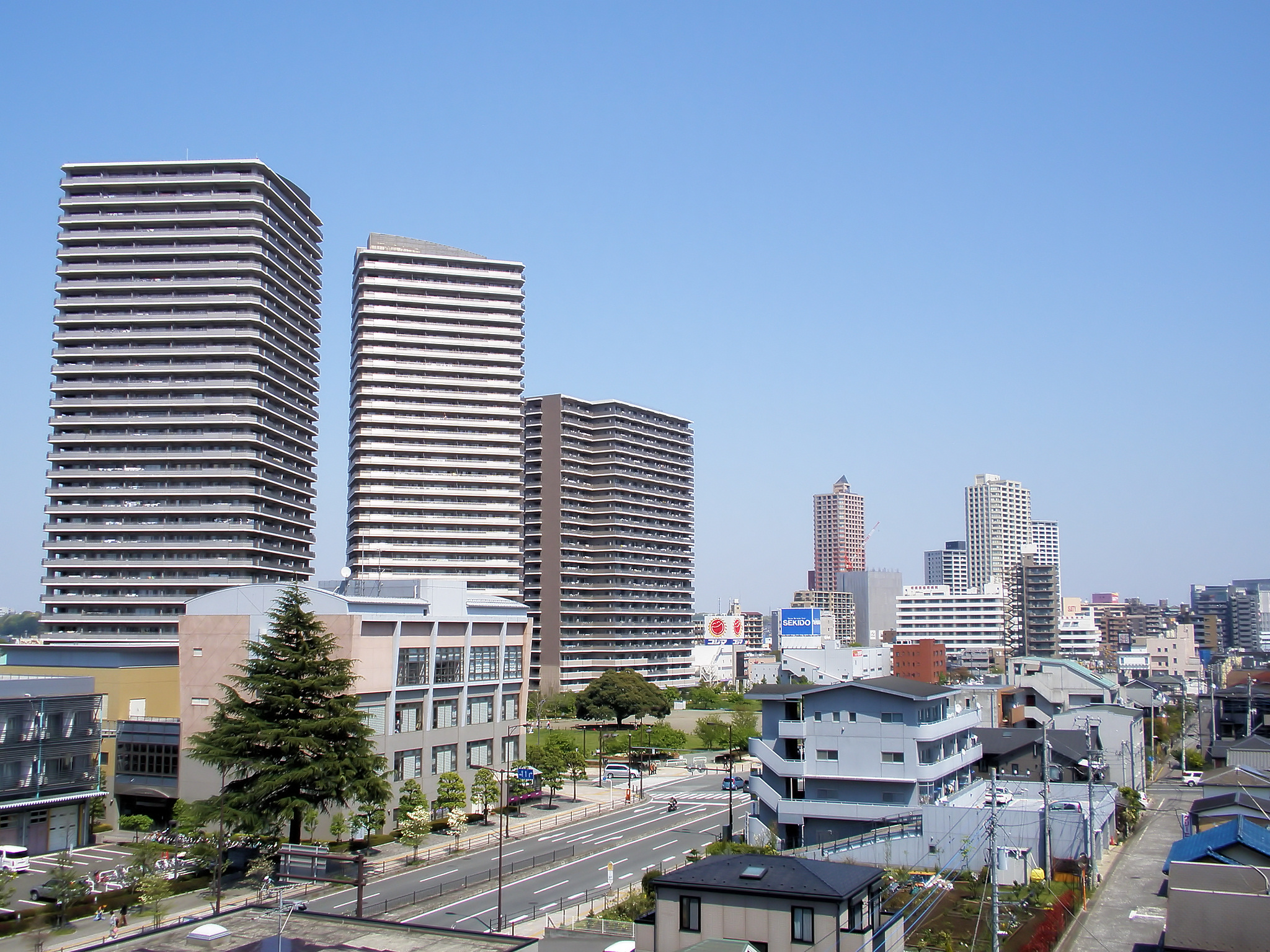
Сагамихара

Канагава является крупной промышленной зоной Канто. Основные отрасли промышленности префектуры — химическая, металлургическая, автомобильная, электротехническая и пищевая.
В Иокогама базируются корпорации «Ниссан Мотор» (автомобилестроение), «JVC», «Фурукава Баттери Компани» и «Элна» (электротехника и электроника), «Бэнк оф Иокогама» (финансы), «Джапан Газолин Корп» (энергетическое строительство), «Сагами Рейлвэй» и «Иокогама Минатомираи Рейлвэй» (железнодорожные перевозки), «Окамура» (офисная мебель), «Токю Кар Корп» (железнодорожные вагоны и оборудование), «Който Индастриз» (транспортное оборудование), «Эн-Эйч-Ка Спринг» (автокомплектующие), «Эбара Фудс» (пищевые продукты), «Юриндо» (сеть книжных магазинов), «Фудзия» (сеть ресторанов и кондитерских магазинов), «Дзукен» и «Фудзи Софт» (программное обеспечение), «Арк Систем Уоркс», «Иллюжн» и «Коэй» (компьютерные и видеоигры), «Ти-Ви Канагава» (телевидение), «Канагава Симбун» (газетное издательство), «Радио Ниппон» (радиовещание).
В Кавасаки базируются корпорации «Мицубиси Фусо» (грузовики и автобусы), «Юниверсал Шипбилдинг Корп» (судостроение), «Пайонир Корп», «Нихон Кайхейки» и «Делл Джапан» (электроника), «Сигма Корп» (оптика), «Тойс Эр Ас Джапан» (сеть магазинов игрушек), «Фудзи Сас» (металлоконструкции), в Одавара — «Сагами Траст Бэнк» (финансы), «Вако Кэмикл» (химическая промышленность), «Ниппон Инжектор Корп» и «Одавара Ауто Мэшин Мануфактуринг» (автокомплектующие), «Хаконе Тодзан Рейлвэй» (железнодорожные перевозки), в Фудзисава — «Эносима Электрик Рейлвэй» (железнодорожные перевозки), в Тигасаки — «Тохо Титаниум Корп» (металлургия), «Мията» (велосипеды) и «Аутек» (тюнинг автомобилей), в Ацуги — «Анрицу» (электронное и оптическое оборудование) и «Соккиа» (измерительные приборы и промышленное оборудование), в Исехара — «Амада» (станки и промышленное оборудование), в Сагамихара — «Бук Офф» (сеть книжных магазинов).
Среди крупнейших работодателей префектуры выделяются автомобильный завод «Ниссан Мотор», заводы электротехники и электроники «Тосиба», «Хитати», «JVC», «Nikon», «Сумитомо Электрик Индастриз» и «Сибаура», судостроительный завод «Исикавадзима-Харима», нефтеперерабатывающие заводы «ExxonMobil» и «Ниппон Ойл», химический завод «Сёва Дэнко», металлургический завод «Джей-Эф-И Стил Корп», электростанции «Токио Электрик Пауэр», пищевые фабрики «Ниппон Флур Миллс», «Ниссин Фудс», «Ниссин Ойллио Груп», «Ямадзаки Бейкинг» и «Моринага энд Компани», пивоваренный завод «Кирин Брюэри», стекольный завод «Асахи Гласс», косметическая фабрика «Пола Косметикс», исследовательские центры «Мицубиси Хэви Индастриз» и «Мазда», выставочный комплекс «Пасифико Иокогама», отели «ИнтерКонтиненталь Гранд», «Шератон», «Нью Гранд», «Пан Пасифик» («Токю»), «Ройал Парк» и «Вашингтон», киностудия «Kurosawa Production Co.» в Иокогама, заводы электротехники и электроники «Фудзицу», «НЭК», «Тосиба», «Хитати», «Канон», «Пайонир Корп», «Фудзи Электрик» и «Сёва Электрик», автомобильный завод и исследовательский центр «Мицубиси Фусо», нефтеперерабатывающий завод «Сёва Шелл Ойл», химические заводы «Мицубиси Кэмикл» и «Тонен», завод бытовой химии и косметики «Као Корп», электростанции «Токио Электрик Пауэр» и «Ист Джапан Рейлвэй», завод пищевых добавок «Адзиномото», Научный парк Канагавы, исследовательский центр «Тосиба» в Кавасаки.
Также среди крупнейших работодателей Канагавы выделяются технопарк «Йокосука Рисерч Парк» (исследовательские центры «Эн-Ти-Ти ДоКоМо», «Панасоник», «НЭК», «Хитати», «Тосиба», «Мицубиси Электрик», «Сони Эриксон», «Фудзицу», «Шарп», «Оки Электрик Индастриз», «Денсо», «Тексас Инструментс»), автомобильный завод и исследовательский центр «Ниссан Мотор», автомобильный завод «Канто Ауто Уоркс», электростанция «Токио Электрик Пауэр», судостроительный завод «Исикавадзима-Харима», порт с автомобильным терминалом «Ниссан Мотор» в Йокосука, металлургический завод «Кобе Стил», завод грузовиков «Исудзу», завод подшипников и автокомплектующих «Эн-Эс-Ка», исследовательский центр «Sony» в Фудзисава, автомобильный завод «Ниссан Шатай», заводы электроники «Канон» и «Фурукава Электрик», химические заводы «Кансай Пейн» и «Мицубиси Пластикс», шинный завод «Иокогама Раббер» в Хирацука, завод электроники «Фудзифилм», пивоваренный завод «Асахи Брюэриз» в Минамиасигара, завод двигателей «Ниссан Мотор» в Самукава, завод электроники «Фудзи Ксерокс», завод медицинского оборудования «Терумо Корп» и логистический центр «Ниппон Экспресс» в Накаи, завод станков и промышленного оборудования «Макино», заводы автокомплектующих «Мицубиси Моторс» и «Эн-Эйч-Ка Спринг», фармацевтический завод «Мерк энд Ко», стекольный завод «Асахи Гласс» в Айкава, пищевая фабрика «Тойо Суйсан» в Исехара, завод электроники «Фудзифилм» в Кайсей, завод фотобумаги «Дай Ниппон» в Одавара, исследовательские центры «Sony» и «Ниссан Мотор» в Ацуги, исследовательские центры «Ниссан Мотор» и «Конами Корп» в Дзама, исследовательские центры «Рико» и «Тайто Корп» в Эбина, отель «Тоёко» в Сагамихара, отель «Хайатт Ридженси» в Хаконе.
В префектуре расположены крупные торговые центры и универмаги: «Исэдзаки Молл», «ЛаЛаПорт», «Уорлд Портерс», «Аурора Молл», «Тама Плаза», «Аэон», «Икеа», «Сого», «Такасимая», «Одакая Морес», «Маруи», «Токю Хендс», «Токю», «Дайэй», «Сиал», «Ла Виста», «Камио», «Ханкю», «Сати», «Бердс», «Нагасакия», «Даймару», «Пикок Сторес», «Сотецу», «Минамо», «Цутая», «Акооп», «Даймонд» и «Ёдобаси Камера» в Иокогама, «Лазона Кавасаки Плаза» («ЛаЛаПорт»), «Сайкая», «Ле Фронт», «Ла Ситтаделла», «Одакю», «Маруи», «Одакая Морес», «Токю Хендс», «Милорд» и «Ёдобаси Камера» в Кавасаки, «Сати», «Хасимото Меве», «Дайэй», «Одакая Морес» и «Одакю» в Сагамихара, «Аэон», «Морес», «Сёнан», «Дайэй» и «Сэйю» в Йокосука, «Луз Сёнан Цудзидо», «Люмине Плаза», «Одакю» и «Биг Камера» в Фудзисава, «Фреспо» в Одавара, «Одакю Марше» и «Токю» в Исехара, «Милорд» («Одакю Груп») в Ацуги, «Винауолк» и «Маруи» в Эбина, «Аэон Молл» и «Ито-Йокадо» в Ямато, «Одакю» в Дзама.

## Транспорт
- Кокудо 16

## География
В северо-западной части префектуры расположены горы Тандзава с пиками Нисидзава-но Атама, Мидзухи-но Атама и другими.

## Символика
Эмблема префектуры была выбрана 3 ноября 1948 года. Флаг префектуры официально не утверждался, но обычно в его качестве используют красную эмблему города на белом фоне. 10 апреля 1950 года был утверждён гимн префектуры под названием «Хикари аратани» (яп. 光あらたに). Текст гимна был написан Тэримицу Мурасэ и дополнен Ёсио Кацу. Музыку написал Нобуо Иида.
Птицей префектуры избрали в мае 1965 сизую чайку, символизирующую мир во всём мире. В 1966 году гинкго выбрали деревом префектуры. Лилия золотистая была избрана цветком префектуры в январе 1951 года.